# Casa de raport de pe str. Decebal, 2 (Bălți)
Casa de raport de pe str. Decebal, 2 este o clădire amplasată pe str. Decebal, 2/A în Bălți, Republica Moldova. Este un monument arhitectural de importanță națională inclus în Registrul monumentelor Republicii Moldova ocrotite de stat cu nr. 16 (municipiul Bălți). Datează din 1956.